# Comtat de Westerburg
El comtat de Westerburg fou una jurisdicció feudal del Sacre Imperi Romanogermànic centrat a la ciutat de Westerburg, avui a Renània-Palatinat.

## Història del comtat
Apareix documentat després de l'any 1000 i el castell s'esmenta el 1192. La dinastia Runkel va assolir el comtat per matrimoni el 1227.
El 1449 va heretar el landgraviat de Leiningen-Leiningen i des de llavors es va dir Westerburg-Leiningen i el 1506 va heretar el comtat de Leiningen-Rickingen i llavors es va dir Leiningen-Westerburg.
El 1557 es va dividir en tres branques: Leiningen, Westerburg i Schaumburg.
La branca de Westerburg (o segon comtat de Westerbug) es va extingir el 1597 i va passar a la branca de Leiningen. Vegeu Leiningen.

## Comtes de Westerburg
- Sigfrid IV 1227-1279
- Henry II v. 1279-?
- Sigfrid V v. 1290
- Sigfrid VI v. 1310
- Reinard I 1315-1353[1]
- Reinard II 1353-1379
- Reinhard III 1379-1421
- Reinhard IV 1421-1449

## Comtes de Westerburg i landraves de Leiningen-Leiningen
- Cuno I 1449-1459
- Reinard V 1459-1467

## Comte de Westenburg-Leiningen
- Reinard V 1467-1506

## Comte de Leiningen-Westerburg
- Reinard V 1506-1522
- Felip I 1522-1524
- Cuno II 1524-1557

## Comtes del segon comtat de Westerburg
- Reinard VII 1557-1587
- Albert Felip 1587-1597
- Joan Lluís (associat) 1587-1597